# 磅德罗贝县
磅德罗贝县，一译磅略白县，是柬埔寨波萝勉省下辖的一个县。柬埔寨华人称其为禾密县。
据1998年人口普查，此县共有106,555人。